# Salomontjärnen
Salomontjärnen är en sjö i Östersunds kommun i Jämtland och ingår i Indalsälvens huvudavrinningsområde. Sjöns area är 0,014 kvadratkilometer och den befinner sig 350 meter över havet.